# アペンドディスク
アペンドディスク（英語：Append Disc）とはコンピュータゲーム用の追加データや追加プログラムが収録されたソフトウェアの事。拡張パックの別名、もしくは類似機能を持つ製品である。
基本的にアペンドディスク単体では機能せず、対応するゲームソフト本編（「キーディスク」と呼ばれることが多い）がないとゲームをプレイできない。あるいは、アペンド単体で起動できたとしても機能が制限される。基本的に家庭用ゲーム機で使われる場合が多く、キーディスクのデータをロードし、キーディスクを取り出して（この時点でキーディスクの一部データが本体のゲーム機に保存される形になる）アペンドディスクを挿入、データをロードする。
このような拡張ディスクはゲームをプレイし尽くしたユーザーにも新たなデータを追加ディスクの形で配布することができ、ゲームの新しい楽しみを提供することができ、製作側も同一タイトルの延命措置をとることができ、また、発売後にプレイヤーから出された要望をメーカー側が汲み取ることができるため、ユーザーのニーズに応えることができる。ゲームシステム等は本編から流用できるため、制作コストを抑える事が出来、価格も安価にできるといったメリットもある。
1988年6月に発売された日本ファルコムの『ソーサリアン』の追加シナリオ集、光栄（現・コーエー）の『信長の野望』などのパワーアップキットなどが、そのさきがけと思われる。

## 家庭用ゲームでのアペンドディスクの一例
家庭用ゲームでは、1998年に発売されたコナミ（現・コナミデジタルエンタテインメント）のプレイステーション用の音楽ゲーム『beatmania』で初めて採用された。『beatmania』起動後、メニュー画面からディスク交換を選択し、ディスクをキーディスクからアペンドディスクに交換することで、追加曲をプレイすることが可能になる。
『beatmania』のアペンドディスクは、実質的には単なる追加データディスクではない別個のソフトであり（ゲームエンジンも完全に変わる）、キーディスクはアペンドディスクの起動鍵としてのみ機能しているに過ぎない仕様であったが、単体で起動できない代わりに販売価格が安く抑えられていた。同社の『pop'n music』、『Dance Dance Revolution』、『GUITARFREAKS』でも同じような機構が採用されていたが、PS2用ディスクとの混乱を防ぐためなどの理由から2000年ごろまでに廃止され、現在は使用されていない。
ただし例外もあり、『Dance Dance Revolution』シリーズでは、『- 2ndReMIX』で既発売の初代『DDR』のディスクをアペンドディスクとして使用すると『2ndMIX』のシステムで、同様に『- 3rdMIX』で初代『DDR』および『2ndReMIX』のディスクをアペンドディスクとして使用すると『3rdMIX』のシステムで、それぞれのソフトの音源を利用し旧曲を新システムでプレイ可能となっていた（ただし、背景が一枚絵になるなど一部制限がある）。また、『Dancing Stage feat. DREAMS COME TRUE』では普通の音楽CDであるベストアルバム『DREAMS COME TRUE GREATEST HITS "THE SOUL"』をアペンドディスクとして使用できる例がある。この例ではゲームデータは全てキーディスクに入っており、ベストアルバムは単なる音源として利用されている。
また、音楽ゲームの他にも恋愛シミュレーションゲームである『ときめきメモリアル2』についてもムックの付録の形で発売され、主人公の名前を呼ばせるための音声データ作成ソフトが収録されていた。詳細は同作の「#EVSについて」を参照のこと。なお、このアペンドディスクは例外的に単体起動が可能であった（ただし、可能なのは音声データ作成のみ）。
その他にもアペンドディスクは動きの少ないシミュレーションや音楽ゲームにとどまらず、アクションゲームやRPG、アダルトゲームでもリリースされており、コーエーのアクションゲーム、『真・三國無双2 猛将伝』では『真・三國無双2』には収録されていなかった7人の武将の無双モード（シナリオモード）が収録されていたり、護衛兵のエディットが可能になっている。
また、『ペルソナ3 フェス』（アトラス）や『ゴッドイーター バースト』（バンダイナムコゲームス）はアペンドディスクだけでなく、単体でプレイ可能な通常版（本体とアペンドを1枚のディスクに収録）も同時発売された。
PSX、PlayStation 2のDVDプレイヤー、PlayStation BB Navigatorなどでは、本体そのものの拡張ディスクとしてのCD-ROMが何度か配布された。また、サルゲッチュ2のイベント関係で配布された「ウッキウッキーディスク」はサルゲッチュ2本編のデータを直接書き換えるわけではないが、メモリーカードを経由して間接的に隠し要素を解禁するディスクである。
「ドラゴンクエストX」のWii版では、インストール専用ディスクが二枚組で付属したが、実際にドラゴンクエストXを遊ぶ場合はディスクは不要であった。
PlayStation 3では、Torne のインストールディスクやオフライン環境下でシステムをバージョンアップさせるためのディスクが配布された。PS3以降のPSシリーズのバージョンアップ用ディスクは公式から配布されたデータを使用して手動でディスクを作成することも可能である。
Xbox 360のHalo 4、バトルフィールド3などでは、ソロモードとゲーム本編の起動（セキュリティ認証）用のディスクとマルチプレイモードのみのゲームデータが入った「インストールディスク」の二枚組でゲームが販売されることがあった。Xbox Oneの360互換機能ではインストールディスクは不要となった。
PlayStation 4では、DVD/Blu-ray Discの初回認証をオンライン環境下で実行する必要があり、どうしてもできない人向けのディスク、及びバージョンアップディスクが存在。
「レッドデッドリデンプション2」では、ゲーム機の第8~9世代としては初となるブルーレイディスク二枚組の発売が本格化した。これは、ブルーレイ1枚では50GBしか入らず、ゲーム本編は100GB近くの容量になるためである。